# Torre radio di Gliwice
La torre radio di Gliwice è la struttura che ospita le antenne di trasmissione della stazione radio di Gliwice, in Slesia (nell'odierna Polonia). Si trova in via Tarnogórska.

## Storia e descrizione
Si tratta di un traliccio in legno di larice alto 111 metri; dopo la demolizione della torre di Ismaning (Baviera), avvenuta il 16 marzo 1983, è probabilmente l'unica torre di trasmissione radio al mondo costruita interamente in legno. È stata la struttura in legno più alta del mondo, fino alla costruzione della Pagoda di Tianning, completata il 30 aprile 2007.
La torre è stata costruita nel 1935, quando la città era in territorio tedesco (con il nome di Gleiwitz), in sostituzione di un trasmettitore più piccolo, che si trovava in via Raudener. Progettata per ospitare antenne di trasmissione in media frequenza, è entrata in servizio il 23 dicembre 1935.
La stazione radio è stata il teatro dell'incidente di Gleiwitz il 31 agosto 1939, circostanza che portò allo scoppio della seconda guerra mondiale, ma è sopravvissuta al conflitto. Dal 4 ottobre 1945 fino all'inaugurazione del nuovo trasmettitore di Ruda Śląska (1955) è stata usata per diffondere le trasmissioni in onde medie della radio pubblica polacca. In seguito il trasmettitore è stato usato per disturbare le trasmissioni in onde medie in lingua polacca da parte di stazioni non governative, quali Radio Free Europe.

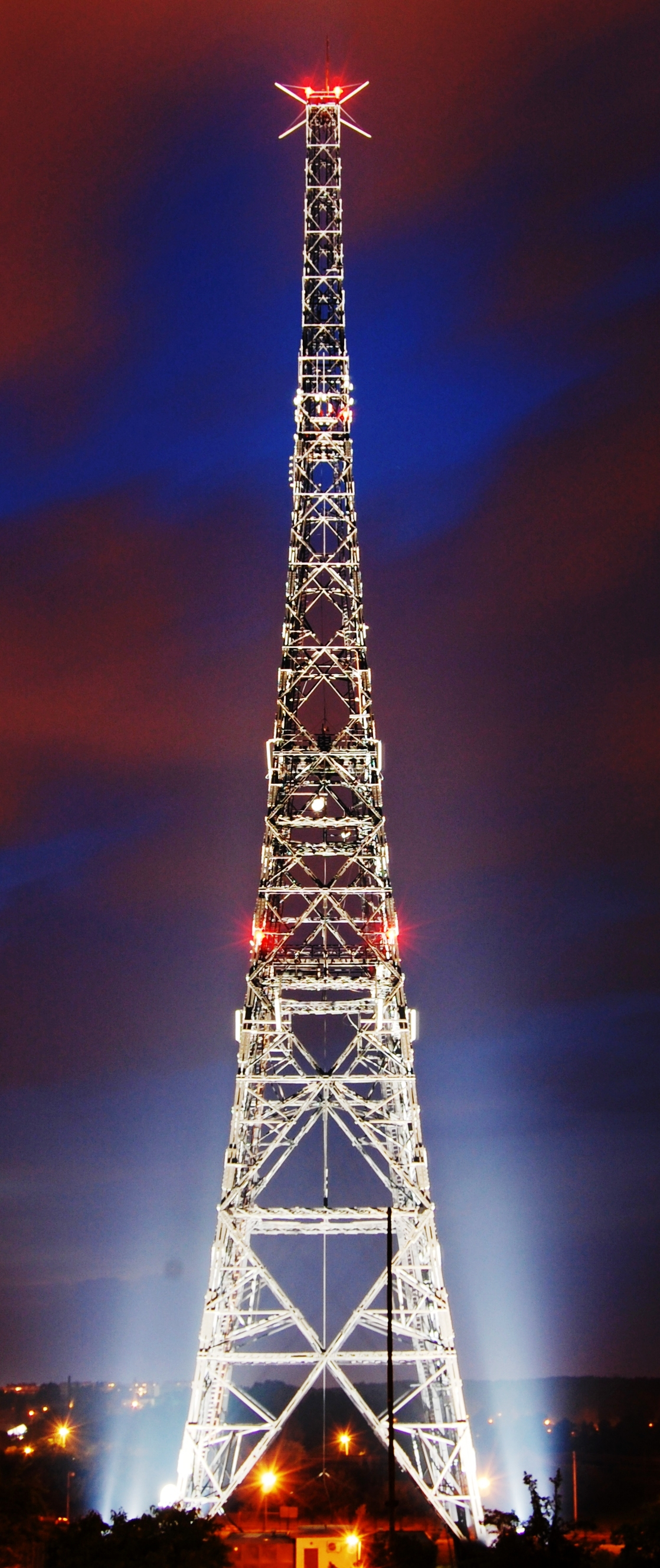
La torre fotografata di sera

Dal 2005 il trasmettitore in onde medie non è più operativo, essendo privo dello stadio finale. La torre ospita numerose antenne di trasmissione per servizi di telefonia mobile e similari, oltre a un trasmettitore in FM di bassa potenza.
In seguito alla decisione del consiglio municipale di Gliwice del 2 dicembre 2004, l'ex stazione radio ospita un museo della storia della radio e delle arti visive.